# Topal Osman Pasza
Topal Osman Pasza (ur. 1663, zm. 1733) był tureckim politykiem i wojskowym.
Urodził się na półwyspie Morea, a kształcił się w stambulskim seraju. W wieku 26 lat osiągnął rangę "Beylerbeyi" - "beja bejów" - zwierzchnika administracji sułtańskiej. Wysłano go wówczas w misję do gubernatora Egiptu. W czasie rejsu jego statek i on sam wpadli w ręce hiszpańskich korsarzy. W walce z korsarzami odniósł ranę, której skutki odczuwał całe życie (stąd jego imię przydomek - "Topal").
Od 21 września 1731 do 12 marca 1732 wielki wezyr Imperium Osmańskiego. Po złożeniu urzędu został wysłany jako naczelny dowódca przeciw armii perskiej Nadir Szaha, dziesiątkującej wówczas wojska tureckie. Jego władza nad armią i zagrożonymi. prowincjami była nieograniczona. Maszerował z armią przeciw Nadirowi i pokonał go w potyczce 19 lipca 1733 roku nad brzegami rzeki Tygrys niedaleko Bagdadu. W ten sposób Bagdad został uratowany. Jeszcze w tym samym roku pokonał Persów koło miejscowości Leilan, ale w kolejnej bitwie koło Kirkuk, Turcy zostali rozgromieni, a sam Topal Osman zginął z szablą w ręku. Wierni mu żołnierze zabrali jego ciało z pola bitwy i przewieźli je do Stambułu, gdzie został pochowany.